# Памятник Победителю
Памятник Победителю (серб. Победник) — монумент, расположенный в крепости Калемегдан в городе Белград, Сербия. Одно из наиболее посещаемых мест в Белграде.
Памятник Победителю устроен в 1927 г. во Верхнем городе, части белградской крепости Калемегдан, в честь десятой годовщины прорыва Салоникского фронта. Памятник является работой скульптора Ивана Мештровича и изображает бронзовую статую мужчины с орлом в левой руке и мечом в правой. Постамент в виде дорической колонны с карнизами на высокой кубической основе выполнен по проекту архитектора Петра Баяловича.
В 1912 году хорватский архитектор Иван Мештрович спроектировал фонтан в честь освобождения Сербии от османского владычества. Центром фонтана предполагалось сделать фигуру Победителя. По окончании Первой мировой войны проект был оставлен, и только 7 октября 1928 года в честь 10-летия прорыва фронта в Салониках бронзовый Победитель занял место на колонне в Калемегдане.
История выполнения и возведения памятника восходит к периоду между 1913—1928 гг. Первая идея возникла ещё в 1912 г. А потом после успехов в Первой балканской войне родилась идея о возведении памятника в честь окончательной победы над турками. В августе 1913 г. совет города Белграда принял решение отметить это значительное историческое событие возведением памятника Победителю. Первоначально памятник был разработан как монументальный фонтан для площади Теразие (раньше Площадь престолонаследника Александра). Фонтан надо было выполнить из камня в виде овального бассейна, покоящегося на спинах четырёх львов. В центральной части фонтана должна была находиться мраморная колонна, увенчанная статуей Победителя. В соответствии с решениями совета от 4 октября 1913 г. Мештрович также должен был создать двадцать бронзовых масок для периметра бассейна (морской раковины) и ещё пятьдесят — для колонны. В октябре 1913 г. он подписал договор с городским советом и сразу же начал работать. Он работал до начала Первой мировой войны, но затем, будучи гражданином Австро-Венгрии, был вынужден покинуть Белград.
Более подробное описание этого проекта было позднее представлено в газете «Време»:

…Большой бассейн в форме морской раковины, чья внешняя сторона была украшена рельефным изображением воинов на скачущих лошадях. По краю этой раковины находились бы львиные головы (которые украшают нынешний фонтан), из которых бы вытекала вода в бассейн… Колонна была бы обнесена у основания бронзовыми кольцами с масками в виде голов турок, из которых бы вытекала вода в бассейн под колонной…
Мештрович переместил мастерскую в Белград, для того чтобы завершить работу как можно скорее. Он работал в полуподвале начальной школы при соборе Святого Михаила. В кратчайшие сроки он завершил статую Победителя и львиные головы. Отправив их в Чехию для литья, он начал работать над большим рельефом копейщиков. Также были сделаны эскизы больших львиных фигур.
Затем началась Первая мировая война. Австрийский ультиматум заставил Мештровича покинуть Белград и прекратить работу. Во время оккупации австрийскими, германскими и венгерскими войсками все было уничтожено, за исключением статуи Победителя, львиных масок и тех предметов, которые были отправлены для литья в Чехию.
Точная планировка фонтана известна благодаря фотографиями оригинальных рисунков Мештровича из его мастерской в Загребе, которые снял скульптор Веселко Зорич.
По окончании Первой мировой войны снова был поднят вопрос об установке фонтана на Теразие, но имеющиеся средства позволяли покрыть только отливку Победителя и львиных голов. В это время статуя находилась на складе водопроводных труб в Сеняке. Тем не менее в 1923 г. был заключён договор между городским советом и скульптором, по которому он обязался установить памятник на Теразии. Это решение вызвало общественную дискуссию в 1927 г. Когда начались подготовительные работы под фундамент, белградская общественность осудила возведение памятника на Теразие по моральным и художественным соображениям.
По поводу этих несогласий высказался и сам автор:

Городской совет спросил моего согласия поставить Победителя на Теразие временно. Зная, что наше «временное», как правило, длится слишком долго, я согласился с архитектором Баяловичем сделать более массивный постамент для памятника. Муниципалитет, как я слышал, приступил к работе. А потом прекратил работу. Что же я могу сказать? Если они намерены поставить памятник на Теразие, пусть ставят. Если они нашли лучшее место, пусть поставят его там, хотя не знаю, почему бы ему не стоять на Теразие. В конце концов, его можно оставить там, где он и находился все время, — в сарае. А что касается меня, то я больше всего хотел бы иметь возможность выполнить целый Фонтан, каким он был первоначально задуман.
После долгих споров, обсуждений и критики городской совет принял решение не ставить памятник на Теразие, а найти место за пределами города. Мэр города сообщил Мештровичу, что работы по возведению памятника прекратились вопреки его указаниям. В итоге памятник получил место в Верхнем городе Белградской крепости. Это решение совпало со завершением работ на набережной реки Савы и Большой Лестницы в Калемегдане, а также с празднованием годовщины прорыва фронта в Салониках. Именно в ознаменование этого события 7 октября 1928 г. была официально открыта новая часть набережной вместе с памятником Победителю.

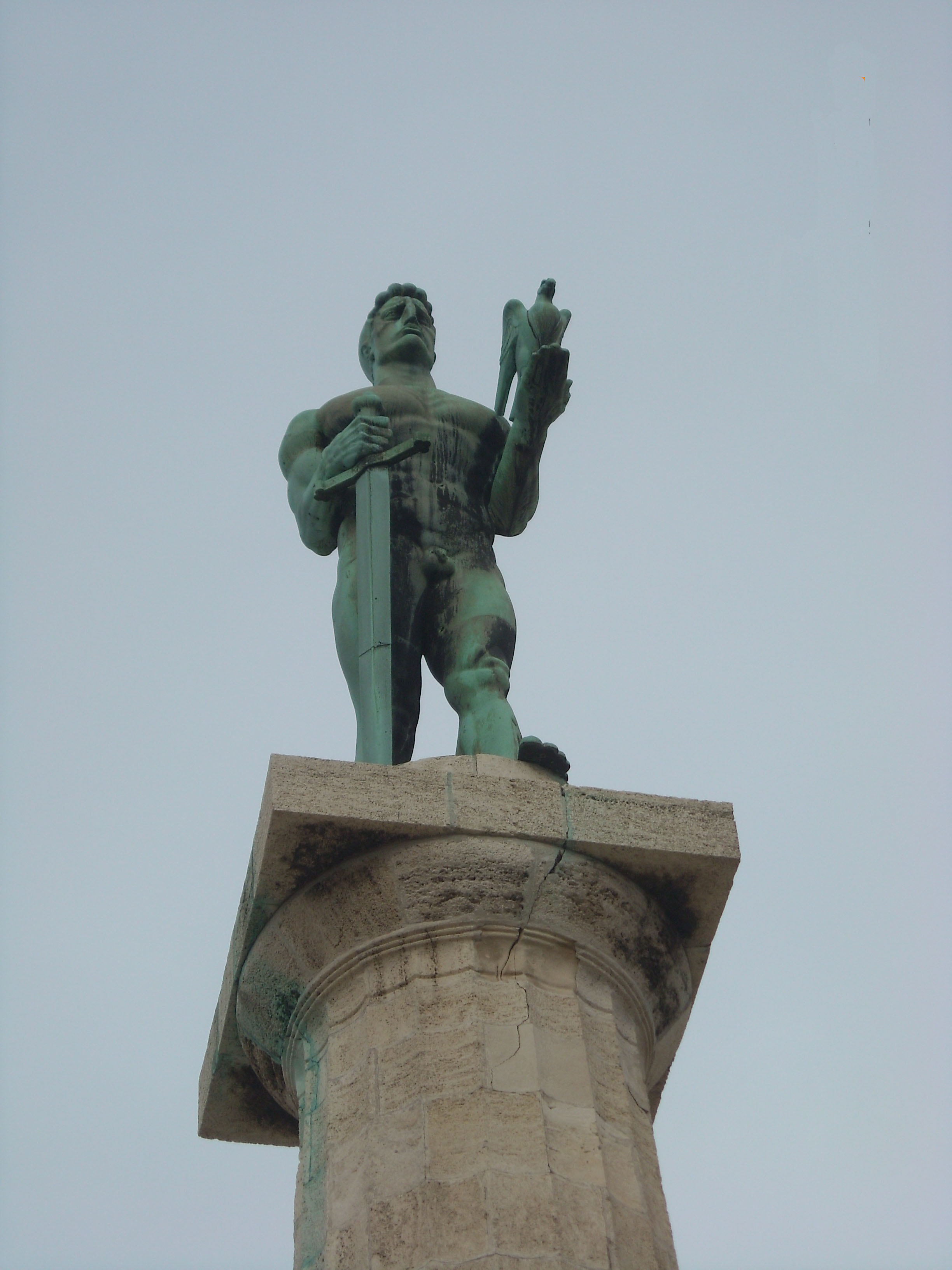
Скульптура Победителя

Скульптура Победителя была выполнена Иваном Мештровичем в 1913 г., сразу после цикла скульптур для Видовданского храма, посвящённого битве на Косовом поле. Она идейно и стилистически продолжала этот цикл, включающий в себя такие работы Мештровича, как «Милош Обилич», «Срджа Злопогледжа», «Марко Кралевич». Памятник Победителю представляет собой монументальную фигуру обнажённого атлета с ястребом и мечом в руках, направленную в сторону Австро-Венгрии. Статуя стоит на высокой колонне, символизируя победу. С точки зрения иконографии олицетворение триумфа победившей нации восходит к античности и к образу Геракла.
После Первой мировой войны сформировалось новое государство и духовный климат. Первоначальная концепция памятника как «Вестника свободы» и его оригинальное решение в виде монументального фонтана, который был предназначен для площади Теразие как символ свободы и освобождения от турецкого ига, потеряли своё значение. Поэтому название памятника отражало тот факт, что теперь он был посвящён прорыву Салоникского фронта и победе сербской армии в Первой мировой войне.
Простота постамента и его соразмерная высота помогают воспринимать памятник как целое, а не его детали, что создаёт желаемый эффект монументальности, восприятия памятника как знака или символа. Со временем Победитель стал одним из самых характерных символов Белграда и вместе с памятником Благодарности Франции принадлежит к небольшому числу монументальных памятников, которые были построены между двумя войнами в Белграде, следовавших современным им стилистическим тенденциям. Памятник Победителю объявлен памятником культуры особого значения в 1992 году.